# 韩大建
韩大建（1940年3月—），女，广西合浦人，中国结构工程师，华南理工大学教授。

## 生平
1940年3月出生。1963年，毕业于北京大学固体力学专业，同年9月到华南工学院任教，历任助教、讲师。1980年，赴美国普渡大学土木系结构工程专业留学，1982年获硕士学位；1984年获博士学位。回国后，担任华南工学院结构理论研究室主任。1986年晋升教授，同年8月加入中国民主同盟。1987年1月，增补为民盟中央委员。1990年，晋升博士生导师。1992年开始享受国务院政府特殊津贴。1993年12月至2000年，任华南理工大学副校长兼校学位评定委员会副主任。1992年后，任民盟广东省委会副主委，1997年后，任民盟中央常委、广东省委主委。1998年1月至2008年，第八、第九届广东省政协副主席。1998年3月至2008年3月，第九、第十届全国政协常务委员。
现任华南理工大学城市建设研究中心主任，兼任中国建筑学会建筑结构分会计算机应用委员会委员、中国力学学会常务理事、广东省土木建筑学会副理事长、清华大学结构工程与振动重点实验室学术委员会委员等。